# Tibetfuchs
Der Tibetfuchs (Vulpes ferrilata), gelegentlich auch tibetischer Sandfuchs, ist eine Art der Echten Füchse (Vulpini), die in den Steppen- und Halbwüstengebieten im Hochland von Tibet in Höhen von 2500 bis 5200 Metern verbreitet ist. Die Art hat ein dichtes Fell, das oberseits blass gräulich, agouti- oder sandfarben ist, die Körperseiten sind eisengrau. Er ernährt sich vor allem von Pfeifhasen und anderen Kleinsäugern. Tibetfüchse sind monogam, die Weibchen bringen meist zwei bis fünf Jungtiere in einem Erdbau zur Welt.
Gesicherte Angaben zur Bestandsgröße oder zur Bestandsentwicklung gibt es nicht. Der Tibetfuchs wird in seinem gesamten Verbreitungsgebiet in geringem Umfang wegen seines Pelzes bejagt. Aufgrund des großen Verbreitungsgebietes und der derzeit fehlenden ernsthaften Gefährdungen stuft die International Union for Conservation of Nature and Natural Resources (IUCN) ihn als „nicht gefährdet“ (Least concern) ein.

## Merkmale

### Allgemeine Merkmale
Die Angaben zu Körpermaßen und -gewichten des Tibetfuchses in der Literatur sind nicht einheitlich. Nach Schaller & Ginsberg (2004) hatten 7 Männchen eine Kopf-Rumpf-Länge von 56 bis 65 cm, im Mittel 58,7 cm, eine Schwanzlänge von 26 bis 29 cm, im Mittel 27,9 cm und ein Gewicht von 3,8 bis 4,6 kg, im Mittel 4,1 kg. Die entsprechenden Werte von 8 Weibchen waren: Kopf-Rumpf-Länge 49–61 cm, im Mittel 55,4 cm, Schwanzlänge 22–26 cm, im Mittel 23,9 cm und Gewicht 3,0–4,1 kg, im Mittel 3,5 kg. In den chinesischen Provinzen Qinghai und Sichuan in den Jahren 2003 bis 2007 gefangene Tiere waren jedoch 12–25 % größer und schwerer; 13 Männchen erreichten im Mittel 67,3 cm Kopf-Rumpf-Länge und 6 dieser Männchen ein Gewicht von im Mittel 4,9 kg, 6 Weibchen hatten eine mittlere Kopf-Rumpf-Länge von 62,8 cm und wogen im Mittel 3,9 kg. Die Schwanzlänge entspricht etwa 50 % der Körperlänge. Ein auf ein Alter von einem Jahr geschätztes Weibchen maß 57,5 cm und hatte ein Gewicht von 3,5 kg. Beide Untersuchungen zeigen jedoch, dass Männchen im Mittel deutlich größer und schwerer sind als Weibchen.
Die Art ist größer als der Steppenfuchs, dessen Verbreitungsgebiet sich in Teilen mit dem des Tibetfuchses überschneidet, der Steppenfuchs hat zudem im Vergleich längere Beine und größere Ohren. Besonders charakteristisch ist das Gesicht, das vor allem durch eine lange, schmale Schnauze gekennzeichnet ist.
Das dichte, buschige Fell ist oberseits von der Schnauze über den Kopf, Nacken und Rücken blass gräulich, agouti- oder sandfarben, mit einem gelbbraunen Längsstreifen auf dem Rücken. Die Wangen und die Körperseiten einschließlich der Beckenregion sind gräulich. Die Unterseite ist heller bis weiß. Die Vorderbeine sind rotbraun bis gelblich gefärbt, zwischen den Vorderbeinen und der Kehle befinden sich senkrechte graue bis schwarze Streifen. Der buschige Schwanz ist grau mit rötlich-gelbem Unterfell und einem dunklen Streifen auf der Oberseite, die Schwanzspitze ist weiß. Die Violdrüse ist wie bei den meisten anderen Hundearten durch einen dunklen Längsstreifen auf dem Schwanzfell gekennzeichnet. Die Ohren haben eine Länge von 46 bis 70 Millimetern, sie sind innen weiß und an der Außenseite entsprechend der Farbe des Kopfes gefärbt.
Wie andere an kalte Regionen angepasste Füchse, etwa der Steppenfuchs und der Polarfuchs (Alopex lagopus), ist der Tibetfuchs durch die spezifischen Eigenschaften der Haut und des Felles an die Kälte angepasst. Die Hautporen haben einen maximalen Durchmesser von zwei Mikrometern und die Pelzhaare sind durch Lufteinlagerungen besonders gut wärmedämmend.

### Schädel- und Skelettmerkmale
Der Schädel des Tibetfuchses ist langgezogen, Ober- (Maxillare) und Unterkiefer sind sehr schmal. Er hat eine Gesamtlänge von 149,0 bis 157,8 Millimetern mit einer Schnauzenlänge von 70,5 bis 80,7 Millimetern und einer oberen Zahnreihe von 63,5 bis 50,3 Millimeter Länge. Der Abstand vom Zwischenkieferbein (Praemaxillare) an der Schnauzenspitze bis zu den hintersten Punkten der Hinterhauptshöcker (Condylobasallänge) beträgt 132,5 bis 149,0 Millimeter. Im Bereich der Jochbögen hat der Schädel eine Breite von 65 bis 85,9, im Bereich der hinteren Backenzähne von 37,9 bis 39,9 Millimetern.
| 3 | · | 1 | · | 4 | · | 2 | = 42 |
| 3 | · | 1 | · | 4 | · | 3 | = 42 |

Die Art besitzt drei Schneidezähne (Incisivi), einen Eckzahn (Caninus), vier Vorbackenzähne (Praemolares) und zwei Backenzähne (Molares) in einer Oberkieferhälfte und drei Schneidezähne, einen Eckzahn, vier Vorbackenzähne und drei Backenzähne in einer Unterkieferhälfte. Insgesamt besitzen die Tiere 42 Zähne. Die Backenzähne sind gut ausgebildet und haben aufgrund der langen Schnauze relativ große Abstände voneinander. Die Eckzähne sind im Vergleich zu denen anderer Füchse sehr lang und zugespitzt.
Wie alle Hunde besitzt auch der Tibetfuchs einen Penisknochen (Baculum); dieser ist 42,2 bis 48,7 Millimeter lang und mit Ausnahme des zur Penisspitze gerichteten Kopfendes längs eingekerbt.

### Genetik
Der Tibetfuchs hat einen einfachen Chromosomensatz (n) von 18 und einen diploiden Chromosomensatz von 2n = 36, er besitzt also insgesamt 36 Chromosomen in jeder Zelle. Dabei sind die Chromosomen 1 bis 15 metazentrisch und die Chromosomen 16 bis 18 submetazentrisch. 2022 wurde ein fast vollständiges Genom der Art auf Chromosomenebene mit einer Gesamtgröße von 2,38 Gb erstellt. Dabei wurden 157 Contigs zu 18 Chromosomen mit einer Sequenzlänge von 2.378,42 Mb zusammengesetzt, was 99,95 % der Gesamtlänge entspricht. Insgesamt wurden 21.715 proteinkodierende Gene vorhergesagt, von denen 86,47 % funktionell zugeordnet wurden.

## Verbreitung und Lebensraum

Verbreitungsgebiet des Tibetfuchses laut IUCN.

Der Tibetfuchs lebt in den Steppen- und Halbwüstengebieten im Hochland von Tibet. Sein Verbreitungsgebiet reicht von der Nordgrenze der indischen Provinz Ladakh und dem nördlichen Nepal über das gesamte Autonome Gebiet Tibet sowie Teile der angrenzenden chinesischen Provinzen Xinjiang, Qinghai, Gansu, Sichuan und Yunnan. Wahrscheinlich ist die Art auch im nördlichen Bhutan anzutreffen.
Der Lebensraum der Tibetfüchse liegt in Höhen von 2500 bis 5200 Metern, in China in der Regel oberhalb 3500 Meter. Sie leben in halbtrockenen bis trockenen Steppen- und Halbwüstengebieten, die sich vor allem durch felsige und steinige Berghang- und Graslandflächen auszeichnen. Die Temperaturen in den Lebensräumen reichen von etwa 30 °C im Sommer bis −40 °C im Winter, wobei die Hauptniederschlagsmenge im Sommer fällt, bei einer jährlichen Niederschlagsmenge von 100 bis 500 Millimetern.

## Lebensweise
Tibetfüchse leben und jagen allein oder in Paaren. Sie sind tagaktiv, da ihre Beutetiere ebenfalls am Tag aus ihren Bauen kommen. Die Häufigkeit ihres Vorkommens hängt vor allem von der Verfügbarkeit von Beutetieren ab. Bei Zählungen wurden in der beutetierarmen Region Nordwest-Tibet bei einer Fahrtstrecke von 1848 Kilometern nur fünf Tibetfüchse gesichtet, während in Qinghai auf 367 Kilometern 15 und in Sêrxü auf einer Strecke von 11 Kilometern sogar 8 Füchse beobachtet werden konnten.
Die Füchse bilden oder verteidigen keine Reviere, häufig leben mehrere Paare direkt beieinander und nutzen die gleichen Jagdgebiete. Die Kommunikation erfolgt vor allem durch kurzes Bellen über kurze Distanzen, eine Kommunikation über längere Distanzen ist unbekannt. Die Fuchsbaue liegen meistens unterhalb von Felsen oder Baumreihen im Grasland mit moderater Steigung, allerdings nicht in stark sonnenexponierter Südhanglage. Zudem spielt die Vorkommensdichte der Beutetiere und die Nähe von Wasserstellen eine Rolle bei der Wahl des Ortes. Die Baue haben meist einen Eingang, können jedoch auch mehrere Eingänge haben. Bei Vermessungen von etwa 90 Fuchsbauen wurde festgestellt, dass der Eingangsbereich eine Weite von durchschnittlich 17 Zentimeter und eine Höhe von durchschnittlich 24,9 Zentimeter hat, der erste Tunnel ist durchschnittlich etwa 170 Zentimeter lang.

### Ernährung

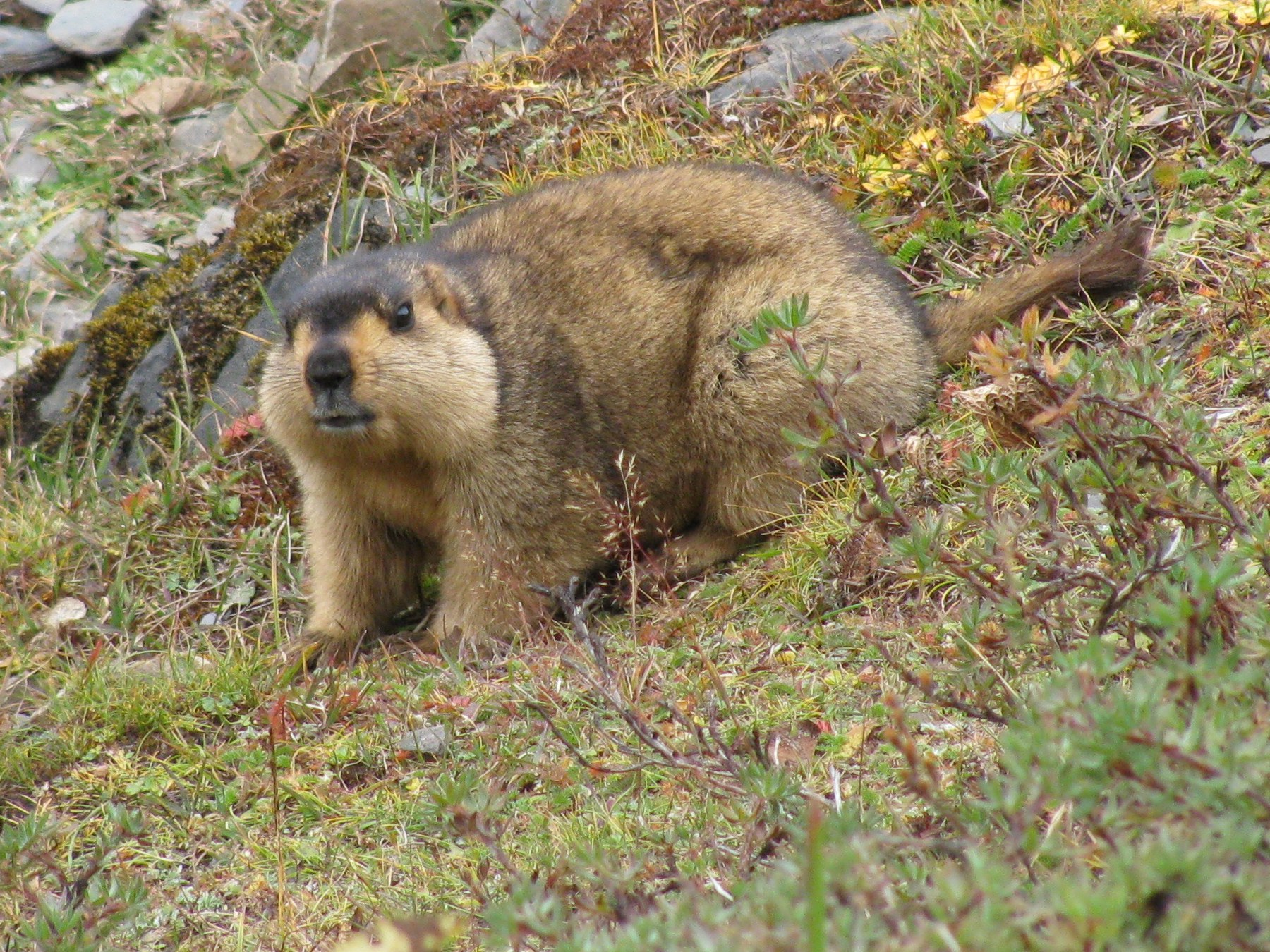
Das Himalaya-Murmeltier (Marmota himalayana) gehört zu den Beutetieren des Tibetfuchses.

Hauptbeutetier des Tibetfuchses ist der Schwarzlippige Pfeifhase (Ochotona curzoniae), der regional bis 95 % der Beute ausmachen kann. Der Pfeifhase stellt eine Schlüsselart im Ökosystem dar und ist die Hauptbeute fast aller kleineren Raubtiere des Plateaus wie des Tibetfuchses, des Rotfuchses (Vulpes vulpes), des Altaiwiesels (Mustela altaica) und des Manul (Otocolobus manul). Studien zur Verbreitung und Bestandszahl von Tibetfüchsen in Abhängigkeit zu den Beständen der Pfeifhasen deuten darauf hin, dass der Tibetfuchs abhängig von der Präsenz der Pfeifhasen als Nahrungsquelle ist und in Gegenden, in denen dieser fehlt auch der Tibetfuchs nicht anzutreffen ist. In dieser Untersuchung enthielt etwa 99 % des untersuchten Fuchskots DNA der Pfeifhasen, davon 97 % hauptsächlich und 73 % ausschließlich Pfeifhasen-DNA. Regional als Beute bedeutend können zudem der Chinesische Blindmull (Myospalax fontanierii), das Himalaya-Murmeltier (Marmota himalayana) und der Tibetanische Wollhase (Lepus oiostolus) sowie weitere kleine Nagetiere der Gattungen Alticola, Cricetulus und Pitymys sein. In Qinghai konnten Tibetfüchse beobachtet werden, die Braunbären (Ursus arctos) bei ihrer Jagd nach Pfeifhasen begleiteten und Individuen fingen, die den Bären beim Ausgraben entwischten. Dabei hielten sie einen Abstand von mindestens 30 Metern, solang der Bär nicht zu graben begonnen hatte, näherten sich jedoch bis auf zwei Meter, wenn er nach den Pfeifhasen grub.
Zudem erbeutet der Tibetfuchs eine Reihe kleinerer Vögel wie die Ohrenlerche (Eremophila alpestris), den Adams-Schneesperling (Montifringilla adamsi), das Tibetrebhuhn (Perdix hodgsoniae) und die Höhlenmeise (Pseudopodoces humilis) sowie Echsen, beispielsweise Phrynocephalus theobaldi, und Insekten. Der Tibetfuchs ernährt sich außerdem zu geringen Anteilen als Aasfresser von den Beuteresten von Wölfen und Bären sowie von pflanzlicher Nahrung wie Gräsern und Beeren. Als Aas sind vor allem der Tschiru (Pantholops hodgsonii), das Blauschaf (Pseudois nayaur) und das Himalaya-Moschustier (Moschus leucogaster) bedeutend.
Bei der Analyse der räumlichen Überlappung zwischen den als Nahrungskonkurrenten zu betrachtenden und sympatrisch vorkommenden Arten Manul und Rotfuchs konnte nachgewiesen werden, dass es zur Konkurrenzvermeidung sowohl räumliche wie auch zeitliche Unterschiede in der Raumnutzung zwischen den drei Raubtieren gibt. Die Ergebnisse des täglichen Aktivitätsrhythmus zeigten unter anderem, dass der Manul und der Tibetfuchs tagaktive Verhaltensmuster aufweisen, während Rotfüchse hauptsächlich nachtaktiv sind.

### Fortpflanzung
Gemeinhin wird die Paarungszeit der monogamen Tibetfüchse im späten Februar bis März angenommen. Die zwei bis fünf Welpen kommen demnach nach einer Tragzeit von 50 bis 60 Tagen im Mai in Erdbauen zur Welt. Bei einer Untersuchung in der Provinz Qinghai wurden jedoch Würfe im späten Januar bis frühen Februar beobachtet, die Paarung würde in diesem Fall im Dezember stattfinden. Die Jungtiere wiegen bei der Geburt 60 bis 120 Gramm und sind Nestlinge. Sie verlassen die Baue erst nach einigen Wochen, der Zeitpunkt der Entwöhnung ist unbekannt.
Bei der benannten Untersuchung in Qinghai konnte beobachtet werden, dass die Jungtiere von einem männlichen Fuchs begleitet bereits Anfang Februar den Bau verließen und dieser für die Jungtiere Pfeifhasen tötete. Die Jungtiere hatten bis zum Mai bereits 3/4 der Körpergröße der Eltern erreicht und nach Anfang Juni den Bau der Eltern verlassen.

### Fressfeinde und Parasiten
Vor allem streunende und verwilderte Haushunde sowie Wölfe und verschiedene Greifvögel gehören zu den Fressfeinden des Tibetfuchses.
Als Parasiten treten vor allem der Fuchsbandwurm (Echinococcus multilocularis) sowie der nahe verwandte Echinococcus shiquicus auf, wobei der Anteil der mit Echinococcus parasitierten Füchse beispielsweise in Sichuan etwa 59 % ausmacht. Die Larvenstadien der Echinococcus-Arten stammen dabei aus den Beutetieren, vor allem den Pfeifhasen, wobei Echinococcus shiquicus erst 2005/2006 als neue Art aus dem Schwarzlippigen Pfeifhasen und dem Tibetfuchs erstbeschrieben wurde. Durch Kotproben wurden zudem mehrere parasitische Fadenwürmer beim Tibetfuchs identifiziert, vor allem Uncinaria stenocephala sowie eine noch nicht identifizierte Toxascaris-Art.
Als Ektoparasiten trägt der Tibetfuchs vor allem die beiden Zeckenarten Callopsylla dolabris und Oropsylla silantiewi.

## Systematik
Die wissenschaftliche Erstbeschreibung des Tibetfuchses anhand eines Exemplars aus Lhasa in Tibet stammt von Brian Houghton Hodgson aus dem Jahr 1842. Er beschrieb die Art als Vulpes ferrilatus, ordnete sie also bereits mit der Erstbeschreibung in die heutige Gattung Vulpes ein. Der Artname ferrilatus leitet sich von den lateinischen Worten ferrum für Eisen und latum für weit oder breit ab und bezieht sich auf die eisengrauen Körperseiten. 1937 wurde die Geschlechtsform von Reginald Innes Pocock auf V. ferrilata korrigiert. 1884 beschrieb Nikolai Michailowitsch Prschewalski einen Fuchs aus dem nördlichen Tibet als Canis eckloni, diese Benennung wurde jedoch als Synonym zu Vulpes ferrilata erkannt.
Der Tibetfuchs wird heute gemeinsam mit neun weiteren Arten in die Gattung Vulpes eingeordnet. Auf der Basis von morphologischen und molekularbiologischen Daten wurde er von Binninda-Emonds et al. 1999 als Schwesterart des Steppenfuchses (Vulpes corsac) erkannt, beide gemeinsam bilden die Schwestergruppe eines Taxons aus dem Rotfuchs (V. vulpes) und dem Rüppellfuchs (V. rueppelli). Durch die Untersuchungen von Zrzavý & Řičánková 2004 wurde diese Position nicht bestätigt, demnach wurde der Tibetfuchs basal in der Gattung eingeordnet.
Der Tibetfuchs ist monotypisch, es werden also keine Unterarten unterschieden.
Fossilfunde der Art sind unbekannt.

## Bedrohung und Schutz
Der Tibetfuchs wird in seinem gesamten Verbreitungsgebiet wie andere Füchse wegen seines Pelzes bejagt, jedoch in geringem Umfang. Die Jagd erfolgt hauptsächlich mit Fallen, die in der Nähe der Baue gestellt werden. Auf diese Weise wurden etwa in Sêrxü im Jahr mehr als 900 Füchse getötet. Die Felle werden hauptsächlich zur Herstellung von Pelzmützen verwendet, wobei jedoch das hochwertigere Fell des Rotfuchses den Fellen von Tibet- und Steppenfuchs vorgezogen wird. Zu den Hauptbedrohungen gehören Regierungsprogramme zur Reduzierung der Pfeifhasenpopulation durch Gift in einem großen Teil des Verbreitungsgebietes. Die Vergiftung der Füchse scheint nicht oft vorzukommen. Die Reduzierung oder Ausrottung der Hauptnahrungsquelle würde hingegen eine tatsächliche Bedrohung für den Bestand des Tibetfuchses darstellen.
In den Anhängen der Convention on International Trade in Endangered Species of Wild Fauna and Flora (Washingtoner Artenschutzübereinkommen) ist der Tibetfuchs nicht verzeichnet. In China gibt es mehrere Schutzgebiete, in denen der Fuchs lebt und geschützt ist, wobei der Schutz dort aber nur unzureichend durchgesetzt wird. Zu diesen Schutzgebieten gehören Arjin Shan (45.000 km²), Xianza (40.000 km²), Changthang (ca. 334.000 km²), Hoh Xil (ca. 45.000 km²) und das Sanjiangyuan-Naturschutzgebiet (ca. 152.000 km²). Außerhalb der Schutzgebiete ist die Art ungeschützt.
Gesicherte Angaben zur Bestandsgröße oder zur Bestandsentwicklung gibt es nicht, eine als sehr grob und unsicher eingestufte Schätzung im Jahr 1989 ergab einen Weltbestand von etwa 37.000 Tieren. Aufgrund des großen Verbreitungsgebietes und derzeit fehlenden ernsthaften Gefährdungen stuft die International Union for Conservation of Nature and Natural Resources (IUCN) die Art als „nicht gefährdet“ (Least concern) ein.

## Belege
1. ↑  
G. B. Schaller & J. R. Ginsberg 2004: Tibetan Fox – Vulpes ferrilata (Hodgson, 1842). In: Sillero-Zubiri, Claudio; Hoffman, Michael; MacDonald, David W. (2004): Canids: Foxes, Wolves, Jackals and Dogs – 2004 Status Survey and Conservation Action Plan. IUCN/SSC Canid Specialist Group, ISBN 2-8317-0786-2: S. 148–151 Online (Memento vom 8. Juli 2006 im Internet Archive) (PDF; 308 kB). (Die von Clark et al. 2008 in Mammalian Species. 821 mit Verweis auf diese Quelle angegebenen Werte sind falsch.)
2. 1 2 3 4 5  
R.B. Harris, Z.H. Wang, J.K. Zhou, Q.X. Liu: Notes on biology of the Tibetan fox (Vulpes ferrilata). In: Canid News. Vol. 11, 2008, S. 1–7 (englisch, canids.org [PDF]).
3. 1 2 3  
Tibetan Fox. In: Andrew T. Smith, Yan Xie: A Guide to the Mammals of China. Princeton University Press, 2008; S. 421. ISBN 978-0-691-09984-2.
4. 1 2 3 4 5 6 7 8 9 10 11 12 13 14 15 16 17 18 19 20 21 22  
Howard O. Clark, Darren P. Newman, James D. Murdoch, Jack Tseng, Zsenghuan H. Wang, Richard B. Harris: Vulpes ferrilata (Carnivora: Canidae). In: Mammalian Species. Band 821, 2008, S. 1–6 (englisch, Volltext [PDF; 536 kB]).
5. 1 2 3 4 5 6 7 8  
Claudio Sillero-Zubiri, Michael Hoffmann, David W. Macdonald (IUCN/SSC Canid Specialist Group): Canids: Foxes, Wolves, Jackals and Dogs Status Survey and Conservation Action Plan. IUCN – The World Conservation Union, 2004; S. 148–151. (Volltext (Memento vom 6. Oktober 2011 im Internet Archive))
6. ↑  
Tian-Shu Lyu, Qin-Guo Wei, Li-Dong Wang, Sheng-Yang Zhou, Lu-Peng Shi, Yue-Huan Dong, Hua-Shan Dou, Wei-Lai Sha, Ta Ga, Hong-Hai Zhang: High-quality chromosome-level genome assembly of Tibetan fox (Vulpes ferrilata). Zooligal Research 43(3), 18. Mai 2022; S. 362–366. doi:10.24272/j.issn.2095-8137.2021.399.
7. 1 2 3 4  
Vulpes ferrilata in der Roten Liste gefährdeter Arten der IUCN 2023. Eingestellt von: R. Harris, 2014. Abgerufen am 13. Dezember 2023.
8. ↑  
Zheng-Huan Wang, Xiao-Ming Wang, A. Aleksei Chmura: Den Habitat Characteristics of Tibetan Foxes (Vulpes ferrilata) in Shiqu County, Sichuan Province, China. (PDF; 399 kB) Zoological Studies 47(4), 2008: S. 445–454.
9. 1 2  
Zheng-Huan Wang, Xiao-Ming Wang: Ecological Characteristics of Tibetan Fox Dens in Shiqu County Sichuan Province, China. Zoological Research 2006: S. 18–22. (chines. Text, Abstract engl.)
10. ↑  
Andrew T. Smith, J. Marc Foggin: The plateau pika (Ochotona curzoniae) is a keystone species for biodiversity on the Tibetan plateau. (PDF; 61 kB) Animal Conservation 2, 1999; S. 235–240.
11. 1 2  
Richard B. Harris, Zhou Jiake, Ji Yinqiu, Zhang Kai, Yang Chunyan, Douglas W. Yu: Evidence that the Tibetan fox is an obligate predator of the plateau pika: conservation implications. Journal of Mammalogy 95(6), 2014; S. 1207–1221. doi:10.1644/14-MAMM-A-021
12. ↑  
Dong Wang, Qinggaowa Sai, Zihan Wang, Hongxiu Zhao, Xinming Lian: Spatiotemporal overlap among sympatric Pallas’s cat (Otocolobus manul), Tibetan fox (Vulpes ferrilata) and red fox (V. vulpes) in the source region of the Yangtze River. Biodiversity Science 30(9), 2022; 21365. doi:10.17520/biods.2021365.
13. ↑  
Ning Xiao, Jiamin Qiu, Minoru Nakao, Tiaoying Li, Wen Yang, Xingwang Chen, Peter M. Schantz, Philip S. Craig, Akira Ito: Echinococcus shiquicus n. sp., a taeniid cestode from Tibetan fox and plateau pika in China. International Journal for Parasitology 35 (6), 2005; S. 693–701. (Abstract).
14. ↑  
Ning Xiao, Jiamin Qiu, Minoru Nakao, Tiaoying Li, Wen Yang, Xingwang Chen, Peter M. Schantz, Philip S. Craig, Akira Ito: Echinococcus shiquicus, a new species from the Qinghai–Tibet plateau region of China: Discovery and epidemiological implications. Parasitology International 55 (Supplement), 2006; S. S233–S236. (Abstract).
15. ↑  
Qilu Chen, Xu Wang, Chunyang Li, Weiping Wu, Kaige Zhang, Xueying Deng, Yi Xie, Yayi Guan: Investigation of Parasitic Nematodes Detected in the Feces of Wild Carnivores in the Eastern Qinghai-Tibet Plateau, China. Pathogens 11(12), 2022; 1520. doi:10.3390/pathogens11121520.
16. 1 2  
O.R.P. Binninda-Emonds, J.L. Gittleman, A. Purvis: Building large trees by combining phylogenetic information: a complete phylogeny of the extant carnovora (Mammalia). Biological Reviews of the Cambridge Philosophical Society 74, 1999; S. 143–175.
17. ↑  
Jan Zrzavý, Věra Řičánková: Phylogeny of Recent Canidae (Mammalia, Carnivora): Relative Reliability and Utility of Morphological and Molecular Datasets. In: Zoologica Scripta Band 33, Nr. 4, Juli 2004, S. 311–333, doi:10.1111/j.0300-3256.2004.00152.x.